# My Son Reuben
My Son Reuben è una serie televisiva britannica in 6 episodi trasmessi per la prima volta nel corso di una sola stagione nel 1975.
È una sitcom di breve durata incentrata sulle vicende di un uomo di mezza età che lavora in una lavanderia e che vive ancora con la madre la quale cerca in ogni modo di organizzargli appuntamenti con le donne.

## Personaggi e interpreti
- Reuben Greenberg (6 episodi, 1975), interpretato da Bernard Spear.
- Fay Greenberg (6 episodi, 1975), interpretata da Lila Kaye.
- Vera Caplan (6 episodi, 1975), interpretata da Stella Tanner.
- Betty Smith (6 episodi, 1975), interpretato da Jo Rowbottom.
- Rabbi Jackson (3 episodi, 1975), interpretato da Christopher Benjamin.

## Produzione
La serie fu prodotta da Thames Television Il regista è Anthony Parker, lo sceneggiatore Vince Powell.

## Distribuzione
La serie fu trasmessa nel Regno Unito dall'8 settembre 1975 al 13 ottobre 1975 sulla rete televisiva Independent Television. È stata distribuita anche nei Paesi Bassi dal 2 settembre 1976 con il titolo Reuben, m'n jongen.

## Episodi
| Stagione       | Episodi | Prima TV Regno Unito |
| -------------- | ------- | -------------------- |
| Prima stagione | 6       | 1975                 |